# Ben Hillier
Pour les articles homonymes, voir Hillier.
Ben Hillier est producteur anglais de musique pop, membre du collectif 140 dB. Il a produit des albums qui ont connu de belles carrières commerciales tels Playing the Angel (2005) et Sounds of the Universe (2009) pour Depeche Mode, Think Tank de Blur et Some cities de Doves.

## Discographie

### Production
- 2000 : Graham Coxon - The Golden D
- 2001 : Clinic - Walking with Thee
- 2001 : Elbow - Asleep in the Back (6 pistes)
- 2003 : Blur - Think Tank
- 2003 : Elbow - Cast of Thousands
- 2004 : Tom McRae - Just Like Blood
- 2005 : Natalie Imbruglia - Counting Down the Days
- 2005 : Depeche Mode - Playing the Angel
- 2005 : Doves - Some Cities
- 2006 : The Futureheads - News and Tributes
- 2007 : The Horrors - Strange House
- 2008 : The Rascals - Rascalize
- 2009 : Depeche Mode - Sounds of the Universe
- 2009 : Natalie Imbruglia - Come To Life
- 2013 : Depeche Mode - Delta Machine
- 2015 : Balthazar - Thin Walls